# 长北街道
长北街道，是中华人民共和国山西省长治市潞州区下辖的一个乡镇级行政单位。2021年4月1日，撤销长北街道，整建制并入马厂镇。

## 行政区划
长北街道下辖以下地区：
。